# 정치 언론
정치 언론은 정치 와 정치학의 모든 측면을 포함하는 언론의 광범위한 분야이지만 일반적으로 시민 정부 와 정치 권력을 구체적으로 언급한다.
정치 언론은 유권자에게 자신의 의견을 공식화하고 그들에게 영향을 미칠 지역사회, 지역 또는 국가 문제에 참여할 수 있는 정보를 제공하는 것을 목표로 한다. 정치 언론에는 종종 오피니언 언론이 포함되는데, 이는 현재의 정치적 사건이 보도에서 편향될 수 있기 때문이다. 제공된 정보는 사실을 포함하며, 그 관점은 주관적이며 하나의 관점에 치우쳐 있다.
정치 언론은 인쇄물, 방송 또는 온라인 보도 등 다양한 매체를 통해 제공된다. 디지털 매체 사용이 증가했으며 캠페인, 정치, 이벤트 뉴스 및 후보자를 위한 액세스 가능한 플랫폼에 대한 즉각적인 보도를 제공한다. 엔터테인먼트로 제공되는 인쇄된, 온라인 및 방송된 정치적 유머는 정부 상태, 정치 뉴스, 캠페인 및 선거 업데이트 측면에 대한 업데이트를 제공하는 데 사용되었다. 객관성이 결여되어 제시된 정보의 정확성을 저해할 수 있다. 편향된 관점으로 뉴스를 보도하는 것은 보도된 내용에 대한 자신의 의견이나 신념을 형성하는 청중의 능력을 앗아갈 수도 있다. 이러한 유형의 보고는 사회적 또는 정치적 목적이 있을 수 있고 주관적이다.
시민 저널리즘은 1980년대 말과 1990년대 초에 철학으로 처음 등장한 후 다시 두터운 팔로워를 형성하기 시작했다. 시민 언론이 대중과 소통할 수 있는 새롭고 진보적이며 심오한 방법이라고 생각하는 사람들은 그것을 우리가 알고 있는 민주주의를 되살릴 기회로 본다. 기술 발전이 현대 사회를 추월함에 따라 일반 대중이 정치 분야의 사건을 알리기 위해 신문을 사거나 TV 뉴스를 시청하는 일이 줄어들고 있다. 이를 포함해 Y세대(밀레니얼), Z세대 등 젊은 세대는 여러 가지 이유로 여론조사에 나서지 못하고 있다. 전반적으로 민주주의는 시민 참여가 부족하고 민주적 절차에 대한 간섭이 있기 때문에 실패하기 시작했다.  2016년 미국 대선에 러시아의 개입, 심지어 해킹당해 결과를 바꾸는 전자투표(e-voting) 기계까지 대체로 시민 저널리즘의 지지자들은 민주주의가 현대 세계에서 그 견인력과 영광을 되찾기 위해 대중의 피드백을 더 잘 수용하고 대중을 참여시키기 위해 주도적으로 나서야 한다고 믿는다.
시민 저널리즘 또는 공공 저널리즘의 목표는 커뮤니티가 언론인 및 뉴스 매체와 계속 참여하고 민주적 가치를 회복하며 언론인에 대한 대중의 신뢰를 재건할 수 있도록 하는 것이다. 가짜 뉴스의 개념은 오늘날 정보를 조작하거나 왜곡하는 것이 너무 쉽고 완전히 틀릴 수도 있는 특정 내러티브를 생성한다는 사실에서 비롯되었다. 이로 인해 사람들이 언론인과 언론 매체에 대한 신뢰도가 전반적으로 감소했다. 특정 미디어 소스 또는 뉴스 매체는 종종 오류를 기반으로 하는 특정 이야기 또는 내러티브에 대해 많은 열을 받는다. 사람들은 참여 민주주의를 주장하지만 현재 정치는 대체로 인기 경쟁으로 간주되며 정치인이 재선을 위해 결정을 내리는 것으로 구성된다. 시민 저널리즘의 지지자들은 이 철학이 개인이 의사 결정과 더 넓은 정치적 영역에서 더 큰 발언권을 가질 수 있도록 해줄 것이라고 믿는다.
- 선거 언론은 대략적인 선거 및 정치 캠페인과 관련된 발전에 초점을 맞추고 분석하는 정치 언론의 하위 장르이다. 이러한 유형의 저널리즘은 특정 투표에 권한을 부여하는 의견을 형성하고 교육할 수 있는 정보를 유권자에게 제공한다. 데이터 언론과 같은 이 하위 장르는 후보자의 공직 성공 가능성이나 정당의 입법부 규모 변화와 관련하여 통계, 여론 조사 및 역사적 데이터와 같은 수치 데이터를 사용한다. 그것은 제시된 뉴스가 더 관련성을 갖도록 할 수 있는 지식을 제공한다. 보고서에 추가된 정보는 캠페인 상태 및 정치적 이벤트이다. 정치인의 전략은 맥락이나 역사적 관점 없이 과장되거나 제공될 수 있다. 각 정당 후보에 대한 동향이 보고되고 때때로 이전 정당 후보와 비교된다.
- 국방 언론 또는 군사 언론은 국가의 군대, 정보 및 기타 국방 관련 학부의 현황에 중점을 둔 하위 장르이다. 국방 언론에 대한 관심은 폭력적 갈등이 있을 때 증가하는 경향이 있으며, 군 지도자가 주요 행위자이다.  군사 언론 과정에서 뉴스 기자는 때때로 분쟁 지역에서 발생하는 뉴스를 보도하기 위해 군대에 배치된다. 임베디드 언론이라는 용어는 여러 매체가 이라크 전쟁을 보도할 때 사용되었다. 임베디드 저널리즘도 일방적이기 때문에 편향될 수 있다. 보고된 정보는 기자가 배치된 그룹의 의제에 기댈 가능성이 있는 해당 기자가 배치된 지역에서 수집되었다. 정치 언론의 이 하위 장르는 특정 캠페인이나 후보자에 포함된 언론인의 미디어에도 적용된다. 군대 배정과 마찬가지로 보고서는 캠페인이나 후보자가 전달하려는 메시지의 영향을 받을 수 있다.

## 같이 보기
- 영국방송공사
- 대니얼 디포
- 조너선 스위프트